# أندريس أرويو (لاعب كرة قدم)
أندريس أرويو (بالإسبانية: Andrés Arroyo) هو لاعب كرة قدم كولومبي في مركز الوسط، ولد في 20 يناير 2002 في مونتيريا في كولومبيا. لعب مع ديبورتيفو كالي.

## وصلات خارجية
- أندريس أرويو على موقع قاعدة بيانات كرة القدم.إي يو (الإنجليزية)
- أندريس أرويو على موقع Soccerway.com (الإنجليزية)